# Hrabstwo Robeson
Hrabstwo Robeson (ang. Robeson County) – hrabstwo w stanie Karolina Północna w Stanach Zjednoczonych.

## Geografia
Według spisu z 2000 roku obszar całkowity hrabstwa obejmuje powierzchnię 951 mil2 (2463,08 km²), z czego 949 mil2 (2457,9 km²) stanowią lądy, a 2 mile2 (5,18 km²) stanowią wody. Według szacunków United States Census Bureau w roku 2012 miało 135 496 mieszkańców. Jego siedzibą administracyjną jest Lumberton.

### Miasta
- Fairmont
- Lumberton
- Lumber Bridge
- Marietta
- Maxton
- McDonald
- Orrum
- Parkton
- Pembroke
- Proctorville
- Raynham
- Red Springs
- Rennert
- Rowland
- St. Pauls

### CDP
- Barker Ten Mile
- Elrod
- Prospect
- Raemon
- Rex
- Shannon
- Wakulla